# Mark Hudson (futbolista)
Mark Alexander Hudson (Guildford, Inglaterra, 30 de marzo de 1982) es un exfutbolista y entrenador inglés. Jugaba de defensa y desde enero de 2023 está sin equipo tras ser destituido por el Cardiff City F. C.

## Clubes

### Como jugador
| Club                       | País       | Año       |
| -------------------------- | ---------- | --------- |
| Fulham F. C.               | Inglaterra | 2000-2003 |
| Oldham Athletic A. F. C.   | Inglaterra | 2003      |
| Crystal Palace F. C.       | Inglaterra | 2004      |
| Fulham F. C.               | Inglaterra | 2004      |
| Crystal Palace F. C.       | Inglaterra | 2004-2008 |
| Charlton Athletic F. C.    | Inglaterra | 2008-2009 |
| Cardiff City F. C.         | Gales      | 2009-2014 |
| Huddersfield Town A. F. C. | Inglaterra | 2014-2017 |

### Como entrenador
| Club                       | País       | Año       |
| -------------------------- | ---------- | --------- |
| Huddersfield Town A. F. C. | Inglaterra | 2019      |
| Cardiff City F. C.         | Gales      | 2022-2023 |

## Palmarés

### Campeonatos nacionales
| Título                       | Club               | País       | Año  |
| ---------------------------- | ------------------ | ---------- | ---- |
| Football League Championship | Cardiff City F. C. | Inglaterra | 2013 |